# سوسن شباهنگ
سوسن شباهنگ (نام علمی: Lilium concolor) نام یک گونه از سرده سوسن است.